# 张杨彬
张杨彬（1966年10月—），广东省饶平县人，中华人民共和国政治人物。

## 生平
1966年10月，张杨彬出生在广东省饶平县。1986年，张杨彬进入厦门大学政法学院哲学系读书。
1990年大学毕业后，张杨彬成为中共清远市委党校教师，2005年升任党校副校长、广东行政学院清远分院副院长、校委会委员。
2009年3月，张杨彬调任清远经济开发区管委会副主任，2012年6月转任纪工委书记，同年7月兼任党工委委员，2019年1月，张杨彬转任清远市商务局党组书记、局长。
2021年5月，张杨彬调任中共英德市委副书记，市政府党组书记、副市长、市长候选人（8月21日正式任市长）、一级调研员，2021年9月升任市委书记。

### 落马
2024年10月29日，张杨彬涉嫌严重违纪违法接受广东省纪委监委纪律审查和监察调查。